# Conrad Zellweger (Politiker, 1664)

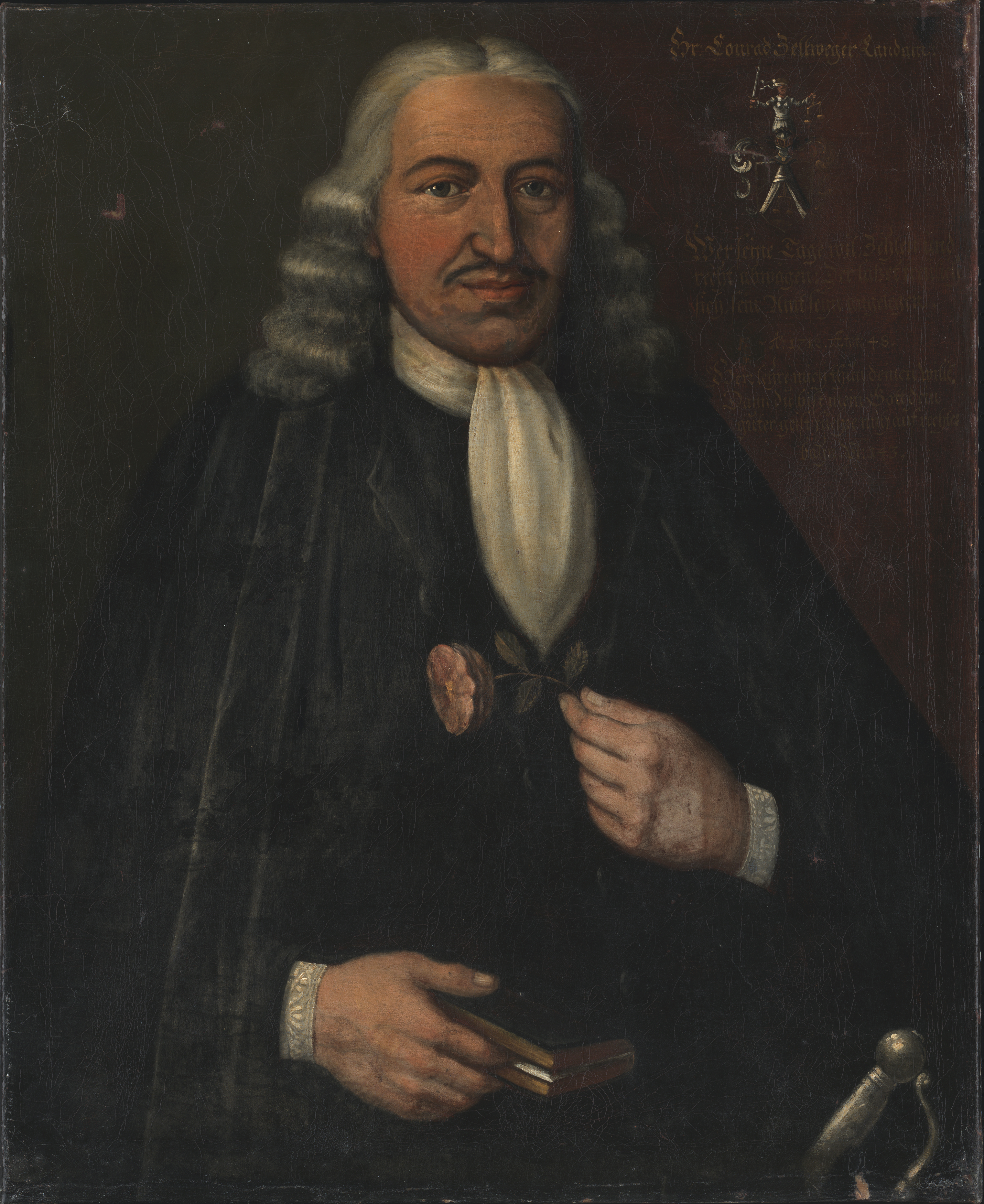
Conrad Zellweger-Tanner, 18. Landammann von Appenzell Ausserrhoden 1710–1732

Conrad Zellweger  (* 28. September 1664 in Trogen; † 10. Juli 1741 in Trogen; heimatberechtigt in Trogen) war ein Schweizer Landesstatthalter, Landammann und Tagsatzungsgesandter aus dem Kanton Appenzell Ausserrhoden.

## Leben
Conrad Zellweger war ein Sohn von Conrad Zellweger und Elsbeth Sturzenegger. Im Jahr 1689 heiratete er Agnes Tanner, Tochter des Gastwirts Bartholome Tanner. Wie sein Vater und sein Schwiegervater war vermutlich auch er Gastwirt.
Von 1702 bis 1710 war er Landesstatthalter und ab 1710 bis 1732 Landammann und Tagsatzungsgesandter. 1714 leitete Zellweger die Ausserrhoder Delegation zur Unterzeichnung des Rorschacher Friedensvertrags mit Zürich und Bern. Dies führte zu heftigen innenpolitischen Auseinandersetzungen zwischen den beiden politischen Lagern der Linden (Mundart lind = gar, weich), die den Friedensvertrag unterstützten, und der Harten, die ihn ablehnten. Von 1732 bis 1734 gipfelten diese Auseinandersetzungen im sogenannten Landhandel. Die Harten stürzten die Regierung. Zudem wurde Zellweger mit einer hohen Busse belegt und auf Lebenszeit für regierungsunfähig erklärt. Strafmildernd galt, dass er sich stets aufrichtig um einen Ausgleich und Frieden sowie um das Wohl des Landes bemüht hatte.